# 垣内重信
垣内 重信（かきうち しげのぶ）は江戸時代前期の豪農。紀伊国有田郡栖原村垣内太郎兵衛家第5代。

## 生涯
寛永17年（1640年）紀伊国栖原垣内家第4代垣内重胤の長男として生まれた。幼名は三九郎で、長じて太郎兵衛と称し、後に重兵衛（十兵衛）と改めた。父が40代の時に家督を譲られた。伊藤仁斎に師事し、『魯論』を愛誦し、家人・郷民を教え、子弟を伊藤東涯に入門させた。
天和末年徳川光貞に拝謁した際、「あなたの村の山林には猪・鹿が多いと聞く。狩りに行きたいので案内してくれ。」と言われたが、多忙のため実現しなかった。数年後徳川綱教が竹元弥次郎・佐野新蔵等と有田郡吉川村鋳物師谷に出猟した際、垣内家屋敷を本陣とした。元禄9年（1696年）11月徳川吉宗が朝倉八郎右衛門・駒木根八兵衛等と栖原村北山に出猟した際、大国主神社前で拝謁し、再び垣内家に宿泊した。吉宗はこの後にも2度宿泊した。
老後了閑と号した。晩年財産を失って巨額の負債を抱え、先代から受け継いだ地士の地位を返上し、閉門謹慎した。子供等に金銭を送られては借金の返済に充て、「私の財産はこの子供達だ。」と語った。享保4年（1719年）9月27日80歳で死去し、施無畏寺に葬られ、享保6年（1721年）9月子垣内繁福により墓碑が建てられた。

## 親族
- 父：垣内重胤（第4代太郎兵衛、心了）
- 母：妙成 - 川端助右衛門娘[6]。
  - 弟：垣内親泰（太郎左衛門、了念） - 湯浅村に分家し、醤油を醸造した[7]。
  - 弟：垣内心西（七兵衛） - 本家南に分家し[8]、大坂東堀近江町に問屋荘太郎店を開いて綿糸を扱った[9]。
  - 弟：垣内常信（半左衛門） -  本家北西に分家した[8]。
  - 姉妹 – 久保清太郎妻[10]。
  - 姉妹 – 谷輪新兵衛妻[10]。
- 妻：妙順 - 芦内三郎左衛門娘[11]。男子5人・女子7人を儲け、その内男子1人、女子3人が夭折した[2]。
  - 長男：垣内繁福（第6代太郎兵衛、了玄）
  - 次男：垣内東皐（全庵） - 中津藩儒医[12]。
  - 三男：垣内閑斎（嘉広） - 家業を補佐した[13]。
  - 四男：垣内恂斎（敦義） - 医者[14]。
  - 長女：妙貞 - 谷輪久兵衛妻[10]。
  - 次女：妙慎 - 橋本次右衛門妻[10]。
  - 三女：妙教 - 垣内富景（太七郎、了慶）妻[10]。
  - 四女：妙園 - 北畠仁右衛門妻[10]。